# ポジティヴワン
株式会社ポジティヴワン（英: POSITIVE ONE CO., LTD.）は1996年（平成8年）設立のテレビ番組やCM、映画撮影をおこなう日本の映像撮影プロダクションである。

## 沿革
- 1996年（平成8年）東京都港区赤坂に有限会社ポジティヴワンを設立。
- 2004年（平成16年）株式会社ポジティヴワンに商号変更。
- 2015年（平成27年）東京都港区赤坂から東京都千代田区内神田へ本社移転。
- 2017年（平成29年）関連会社、株式会社大阪メディアセンター設立。

## 作品

### 最新映画作品
- 映画「HURRY GO ROUND」製作：UNIVERSAL CONNECT 映画配給：KADOKAWA 2018年/日本

キャスト：hide YOSHIKI I.N.A. 矢本悠馬 他
技術協力：ポジティヴワン
撮影監督：高砂よういち
撮影：餅原信一郎、渡部孝二、小澤拓史　録音：吉田正志、三宅里奈　映像：廣瀬直樹
技術デスク：瀬戸靖世、城尾汐香

### 最新テレビ番組（技術協力）2018年/日本
- 日本テレビ「ザ！鉄腕！DASH!!」
- SPACE SHOWER TV「ローカリズム♪」
- CBCテレビ「健康カプセル！ゲンキの時間」
- テレビ朝日「スーパーJチャンネル」
- TBSテレビ「爆報！THEフライデー」
- 関西テレビ「にじいろジーン」
- 関西テレビ「お笑いワイドショーマルコポロリ！」
- 関西テレビ「胸いっぱいサミット！」
- TOKYO MX「S Rocks」

### DVD / Blu-ray Disc|Blu-ray作品（技術協力）
- hide 20TH MEMORIAL PROJECT FILM「HURRY GO ROUND」hide 矢本悠馬 YOSHIKI I.N.A. 2018年/日本
- NHKエンタープライズ「大河ドラマ 真田丸 完全版 第四集」堺雅人 大泉洋 長澤まさみ 内野聖陽 草刈正雄 三谷幸喜 2017年/日本
- JVCケンウッド・ビクターエンタテインメント「くるくる横丁」くるり 2017年/日本
- TBS「槇原敬之 フィンランド音楽紀行〜特別編〜」槇原敬之 2016年/日本
- TBS「槇原敬之 イタリア音楽紀行〜特別編〜」槇原敬之 2015年/日本
- TBS「槇原敬之 アイルランド音楽紀行〜特別編〜」槇原敬之 2014年/日本
- TBS「槇原敬之 アンダルシア音楽紀行〜特別編〜 」槇原敬之 2014年/日本
- アミューズソフト「西遊記外伝モンキーパーマⅢ DVD-BOX」TEAM NACS 森崎博之 安田顕 戸次重幸 大泉洋 音尾琢真 2015年/日本
- アミューズソフト「西遊記外伝モンキーパーマⅡ DVD-BOX」TEAM NACS 森崎博之 安田顕 戸次重幸 大泉洋 音尾琢真 2014年/日本
- アミューズソフト「西遊記外伝モンキーパーマ シーズン1 DVD-BOX」TEAM NACS 森崎博之 安田顕 戸次重幸 大泉洋 音尾琢真 2013年/日本
- TBS「Beach Angels 山地まり in 西表島」山地まり 2016年/日本
- TBS「Beach Angels 柳ゆり菜 in オアフ島」柳ゆり菜 2015年/日本
- TBS「Beach Angels 高崎聖子 in ハワイ島」高崎聖子 2015年/日本
- TBS「Beach Angels おのののか in マナ島」おのののか 2014年/日本
- TBS「Beach Angels 星名美津紀 in オアフ島」星名美津紀 2013年/日本
- TBS「Beach Angels 吉木りさ」吉木りさ 2012年/日本
- TBS「Beach Angels 篠崎愛 in 奄美大島・加計呂麻島」篠崎愛 2010年/日本
- TBS「Beach Angels 伊藤えみ in モートン島」伊藤えみ 2009年/日本
- TBS「Beach Angels 西田麻衣 in エルニド」西田麻衣 2009年/日本
- TBS「Beach Angels 倉科カナ in サウス・ストラドブローク島」倉科カナ 2009年/日本
- TBS「Beach Angels 小野真弓 in ハミルトン島」小野真弓 2008年/日本
- TBS「Beach Angels 川村ゆきえ in ハワイ島」川村ゆきえ 2007年/日本
- TBS「Beach Angels 原幹恵 in マウイ島」原幹恵 2008年/日本
- TBS「Beach Angels 秋山莉奈 in グアム」秋山莉奈 2005年/日本
- TBS「Beach Angels 大久保麻梨子 in ハワイ」大久保麻梨子 2005年/日本
- TBS「Beach Angels 山崎真実 in エルニド」山崎真実 2005年/日本
- TBS「Beach Angels 田辺はるか in サムイ」田辺はるか 2005年/日本
- TBS「Beach Angels ほしのあき in ハワイ」ほしのあき 2005年/日本
- TBS「Beach Angels MARI in ランカウイ」MARI 2005年/日本
- TBS「Beach Angels 磯山さやか in サイパン」磯山さやか 2004年/日本
- TBS「Beach Angels 岩佐真悠子 in ボルネオ」岩佐真悠子 2004年/日本
- TBS「Beach Angels 大城美和 in パラオ」大城美和 2004年/日本
- TBS「Beach Angels 熊田曜子 in バリ」熊田曜子 2004年/日本
- TBS「Beach Angels 中川翔子 in 石垣島＆竹富島」中川翔子 2004年/日本
- TBS「Beach Angels 夏目理緒 in モルディブ」夏目理緒 2004年/日本

## 所在地
- 本社：東京都千代田区内神田1-3-1